# Raffaello Ramat
Raffaello Ramat (Viterbo, 26 giugno 1905 – Orvieto, 2 luglio 1967) è stato un critico letterario e partigiano italiano, professore di letteratura italiana nell'Università di Firenze.
Era padre di Maggiola Ramat, del magistrato Marco Ramat e dei docenti universitari Paolo Ramat e Silvio Ramat.

## Biografia

### Argomenti
Insieme ad Alberto Carocci fondò la rivista culturale Argomenti, il cui primo numero uscì a Firenze nel marzo 1941 e cessò le pubblicazioni nell'agosto 1943, a causa della censura fascista. A questa rivista collaborarono Ranuccio Bianchi Bandinelli, Cesare Luporini, Carlo Antoni, Guido Calogero, Piero Calamandrei, Luigi Russo, Eugenio Montale e Giacomo Noventa.

### Arresti
Fece parte del movimento liberal-socialista, con Aldo Capitini e Guido Calogero, e poi del Partito d'Azione. Arrestato una prima volta nel gennaio del 1942, insieme a Tristano Codignola, Enzo Enriques Agnoletti, Carlo Francovich, Pier Carlo Masini, Urvano Masini, Bruno Niccoli, Piero Pieroni, fu arrestato di nuovo nel novembre del 1943 da Mario Carità. Liberato dopo qualche mese, divenne partigiano nella brigata Garibaldi Sinigaglia.

### Impegno politico
Negli anni cinquanta diresse il giornale La Difesa di Firenze, giornale precedentemente diretto da Giovanni Pieraccini. Il 5 luglio 1951 Ramat fu eletto consigliere nel Consiglio Comunale di Firenze, per il Partito Socialista Italiano e anche il 28 maggio 1956 ebbe tale carica, sempre per il PSI nel comune di Firenze.

## Alcuni scritti
- Polinice di Vittorio Alfieri, con introduzione e commento di R.Ramat, 1936;
- Vittorio Alfieri, Antologia delle opere minori, con introduzione e commento di Raffaello Ramat, 1937;
- Alfieri: tragico lirico, 1940;
- Il Guicciardini e la tragedia d'Italia, 1953;
- Per la storia dello stile rinascimentale: il Furioso, il Principe, l'Aminta, la Liberata, 1953;
- Scarpe rotte, eppur bisogna andar... racconti del Premio Prato, 1951-1954, prefazione di R. Ramat 1955;
- Rime e trionfi del Petrarca a cura di R. Ramat, 1957;
- Un popolo si desta: testimonianze del Risorgimento , 1958;
- Il Morgante di Luigi Pulci a cura di R. Ramat, 1961;
- Un popolo in lotta: testimonianze di vita italiana dall'unità al 1946 , R. Battaglia, R. Ramat, 1961;
- Canto 15 del Paradiso, 1965;
- Saul di Vittorio Alfieri lezione introduttiva e commento a cura di R. Ramat, 1968;
- Saggi sul Rinascimento, 1969;
- Il mito di Firenze e altri saggi danteschi, 1976;
- La Critica Ariostesca, 1953.